# Shy Guy
Shy Guy è un singolo della cantante giamaicana Diana King. È stata estratta dall'album Tougher than Love del 1995 e fa parte della colonna sonora del film "Bad Boys"
La canzone è il singolo di maggior successo della cantante, arrivando anche in Italia alla posizione numero 60 dei dischi più venduti dell'anno, raggiungendo al suo apice la sesta posizione.
La parte strumentale del brano è stata concepita tramite alcuni campionamenti di School Boy Crush dell'Average White Band, Oh Honey dei Delegation, e Mood for Love di Heavy D & the Boyz.

## Il video
Il video originale della canzone è rintracciabile su YouTube e non è quella utilizzata per il film. Nel video la cantante è con dei ballerini e vengono utilizzati dei fondi fittizi, che scompaiono mostrando la città ove il video è stato girato.
Esistono due versioni del video di Diana King, che differiscono soprattutto nella parte iniziale. La prima versione comincia con Will Smith e Martin Lawrence seduti ad un tavolo, nei panni di Mike Markus i due agenti del film Bad Boys. I due stanno discutendo quando vengono interrotti dall'introduzione del brano che parte all'improvviso. La seconda versione invece vede inquadrata fin dall'inizio la cantante. Poi entrambe le versioni del video proseguono in maniera pressoché identica, alternando sequenze della pellicola, ad altre in cui si vede Diana King cantare in un ambiente "industriale", con enormi ventilatori e scintille di saldatore, con altre sequenze ancora in cui gli attori Smith e Lawrence, che stanno guardando la performance della King, commentano e tentano una coreografia.

## Classifiche
| Posizione | 20 | 12 | 13 | 06 | 07 | 08 | 09 | 19 |